# ミュージック・フォー・ハングオーヴァーズ
『ミュージック・フォー・ハングオーヴァーズ』（Music for Hangovers）は、チープ・トリックが1998年に録音・1999年に発表したライブ・アルバム。

## 解説
1998年4月30日から5月3日まで、4日連続で行われたシカゴ公演のライブ音源を収録。この4日間公演では、初期のアルバムの収録曲を中心としたセット・リストが組まれており、初日には『チープ・トリックat武道館:ザ・コンプリート・コンサート』が完全再現されて、2日目には『チープ・トリック』、3日目には『蒼ざめたハイウェイ』、4日目には『天国の罠』の収録曲全部が、アルバム通りの曲順で演奏された。
5月2日の公演では、スマッシング・パンプキンズがオープニング・アクトを務め、チープ・トリックのステージ本編でも、同バンドのメンバーがゲスト参加した。

## 収録曲
特記なき楽曲はリック・ニールセン作。
1. オー・クレア - "Oh Claire" (Bun E. Carlos, Robin Zander, Rick Nielsen, Tom Petersson) - 1:36
2. サレンダー - "Surrender" - 4:18
3. ホット・ラヴ - "Hot Love" - 2:44
4. アイ・キャント・テイク・イット - "I Can't Take It" (R. Zander) - 3:15
5. 甘い罠 - "I Want You to Want Me" - 3:44
6. タックスマン、ミスター・シーフ - "Taxman, Mr. Thief" - 6:26
7. マンドセロ - "Mandocello" - 5:01
8. オー・キャロライン - "Oh Caroline" - 3:28
9. ハウ・アー・ユー? - "How Are You?" (R. Nielsen, T. Petersson) - 4:16
10. 永遠のラヴ・ソング - "If You Want My Love" - 4:24
11. ドリーム・ポリス - "Dream Police" - 4:13
12. ソー・グッド・トゥ・シー・ユー - "So Good to See You" - 3:35
13. バラッド・オブ・TV・ヴァイオレンス - "The Ballad of T.V. Violence" - 5:41
14. ゴナ・レイズ・ヘル - "Gonna Raise Hell" - 9:25

## 参加ミュージシャン
- ロビン・ザンダー - ボーカル、リズムギター
- リック・ニールセン - リードギター、バッキング・ボーカル
- トム・ピーターソン - ベース、バッキング・ボーカル
- バン・E・カルロス - ドラムス

ゲスト・ミュージシャン
- ビリー・コーガン - ギター(on 7.)
- ダーシー・レッキー - バッキング・ボーカル(on 10.)